# Kroger
The Kroger Company är en amerikansk detaljhandelskedja som är landets största inom snabbköp och näst största inom detaljhandel, med en omsättning på nästan 138 miljarder amerikanska dollar för år 2022. De äger och driver 2 726 snabbköp i 36 amerikanska delstater och District of Columbia, där 2 252 har även apotek och 1 613 har också egendrivna bensinstationer.

## Historik
Företaget grundades 1883 av Bernard Kroger när han öppnade en tebutik med namnet Great Western Tea Company i Cincinnati i Ohio. År 1902 fick företaget ett nytt namn i Kroger Grocery and Baking Company medan 1946 fick den sitt nuvarande namn.

## Dotterbolag
Ett urval av dotterbolag som ägs av Kroger:
- Fred Meyer
- Ralphs
- Roundy's
- Smith's Food and Drug